# Coahuila (Maxcanú)
Coahuila es una localidad del municipio de Maxcanú en Yucatán, México.

## Toponimia
El nombre (Coahuila) hace referencia un estado mexicano homónimo.

## Hechos históricos
- En 1980 cambia su nombre Coahuila a Santa Teresa.
- En 1990 cambia a Santa Teresa Coahuila.
- En 1995 cambia a Coahuila.

## Demografía
Según el censo de 2005 realizado por el INEGI, la población de la localidad era de 571 habitantes, de los cuales 269 eran hombres y 302 eran mujeres.
| 106                         | 141 | 140 | 198 | 204 | 274 | 427 | 625 | 601 | 584 | 571 |
| (Fuente: INEGI [Consultar]) |     |     |     |     |     |     |     |     |     |     |